# Кайлі Айрленд
Ка́йлі А́йрленд (англ. Kylie Ireland; нар. 26 травня 1972 року, Лонґмонт, Колорадо, США) — американська порноакторка, режисерка та продюсерка порно, спеціалістка з друку та реклами, ведуча інтернет-радіошоу та блогерка ірландського походження. Також знімалася в непорнографічному кіно (у тому числі в серіалі «Байки зі склепу» і фільмі «Дивні дні»).

## Біографія
Майже весь час навчання в школі була відмінницею, за винятком математики. Коли їй було 13 років, її батьки розлучилися, і батько залишив її у себе. Після цього вона переживала складні часи, і в 15 років була типовою важкрю підліткою. Батько відіслав її до матері, яка жила з новим чоловіком у Сан-Дієго. Там вона повернулася до хороших оцінок, закінчила школу і почала вчитися в коледжі на телерадіоведучу. Під час навчання в школі та коледжі підробляла в мережі відеомагазинів і дізналася про порнографію.
До потрапляння в порноіндустрію вживала рекреаційні наркотики; випробувала більшість їх видів, якийсь час вживала метамфетамін, але врешті перейшла на алкоголь. До 2001 року алкоголізм почав створювати серйозні проблеми, і з серпня 2001 вона припинила вживати спиртні напої.
За три роки до потрапляння в порноіндустрію одружилася з людиною, далекою від порно. Після 10 років шлюбу розлучилася. З 2007 року Айрленд разом з Елі Кросом, своїм партнером протягом 6 років, оселилася в Лос-Анджелесі в лофті реконструйованого складу, побудованого 1927 року, площею 930 м². Разом з ними жили сім кішок і собака. У 2010 році розлучилася з Кросом, одружилася з людиною, далекою від порноіндустрії, і зараз живе недалеко від Лос-Анджелеса.

### Порноіндустрія
Після закінчення коледжу повернулася в Колорадо й продовжила навчання в коледжі (частково в Боулдері, частково в Форт-Коллінз), а також почала танцювати в стрип-клубі Форт-Коллінза. Там зустрічалася з офіціанткою одного з місцевих клубів, яка згодом стала порноакторкою під псевдонімом Джулі Ештон.
Незабаром створила псевдонім «Кайлі Айрленд» — ім'я на честь Кайлі Міноуг, а прізвище вказувало на ірландське походження. 1992 року перенесла операцію зі збільшення грудей.
Потрапила в порноіндустрію 1994 року, познайомившись з гламурним фотографом Ворреном Танго. Її першими порнофільмами стали "L'il Ms. Behaved", де знімалася з Ренді Вест, і «Up & Cummers 10» за участю Дженни Джеймсон. Після перших п'яти зйомок Айрленд переїхала до Лос-Анджелеса. Знявшись за рік майже в 80 порнофільмах, вирішила зробити перерву і повернулася в Колорадо.
У січні 1995 року Айрленд була присуджена нагорода AVN Awards як найкращій новій старлетці . У тому ж році товариство фанатів порно «Fans of X-Rated Entertainment» присудило їй премію «Лисиця», а в наступному році — премію «Фаворитка фанатів». 1997 року «Playboy» заніс її до списку 10 порнозірок року. 2001 року журнал «Adult Video News» заніс її до списку 50 порнозірок всіх часів, а 2005 року ввів у свій Зал слави.
У 1995—2000 роках знімалася за ексклюзивними контрактами, в кількох фільмах на рік, переміщуючись між Америкою та Європою, танцювала стриптиз і займалася промоушном своїх фільмів. Її перший контракт з «Sin City Entertainment» був недовгим; незабаром компанія подала на Айрленд в суд, звинувативши у порушенні контракту, але програла справу. Далі підписала 5-річний контракт з «VCA Pictures» (крім зйомок, у 1999—2000 роках була директором компанії з реклами). У квітні 2003 року була директором з реклами в «Sin City»,залишивши образи в минулому.
2004 року Айрленд дебютувала в режисурі, знявши порнофільм «Whore Next Door», в якому розпрощалася з іміджем сусідської дівчинки. У фільмі вона багато чого робила вперше, в тому числі одночасний анальний і вагінальний секс, подвійне вагінальне проникнення, подвійне анальне проникнення, а також одночасний секс більш ніж з трьома чоловіками. Відтоді вона виступала в набагато жорсткіших сценах (так, у фільмі «Corruption», знятому її тодішнім коханцем Елі Кросом, активно займалася фістингом — як вагінальним, так і анальним).
У квітні 2006 року заснувала компанію з виробництва гонзо-порнофільмів «SlutWerkz» і запросила до співпраці жінок-режисерок (Елі Крос став виробничим директором). Початок роботи «SlutWerkz», запланований на осінь 2007, був відкладений через заміну дистриб'юторів, і компанія почала виробництво лише в наступному році, плануючи випускати по одному порнофільму щомісяця.
1996 року Кайлі Айрленд відкрила власний вебсайт. Як вона казала, «це було моєю нав'язливою ідеєю». Вона стала однією з перших порноакторок, що мають вебсторінку. Також вона надавала послуги іншим порноакторкам в області вебконсалтингу та зв'язків з громадськістю.
Знялася для десятків журналів; уклала ексклюзивний контракт з фірмою «Pipedream Products» на випуск секс-ляльки Кайлі для чоловіків; знялася майже в 400 порнофільмах. 
З жовтня 2003 по лютий 2006 роки вела щотижневе інтернет-радіошоу про порноіндустрію «Кайлі живцем» на ksexradio.com. 2004 року виграла премію слухачів «Найкращий голос», а у 2005 році стала володаркою премії «Найбільш проникливий представник порноіндустрії». У лютому 2006 року Айрленд почала вести на «Playboy Radio» (пізніше — «Sirius Radio») вечірнє ток-шоу про секс «Приватні дзвінки», що виходить щоп'ятниці.
У червні 2008 року спільно з порноактором Деріком Пірсом почала вести нове шоу «П'ятнична ніч утрьох». Дане шоу прийшло на зміну «Приватним дзвінкам», зайнявши його тимчасову нішу, і мало інший формат, зосередившись на інтерв'ю з гостями, обговоренні любовних стосунків та гумор на сексуальні теми.

## Вибрана фільмографія
- 1994. L'il Ms. Behaved.
- 1994. Up & Cummers 10.
- 1994. Never Say Never… Again.
- 1994. Poison.
- 1998. Cashmere.
- 1999. White Lightning.
- 2002. Serenity's Roman Orgy.
- 2004. Whore Next Door.
- 2006. Corruption.

## Нагороди
- 1993 — Cutty Sark Dance Performer of the Year[9]
- 1995 — AVN Awards — Найкраща нова старлетка
- 1995 — FOXE Awards — Vixen
- 1996 — FOXE Awards — Fan Favorite
- 2004 — KSEX Radio — Best Radio Voice[10]
- 2005 — AVN Awards — Включена до Залу слави
- 2005 — KSEX Radio — Best Insight into the Adult Business[11]
- 2006 — XRCO Awards — Включена до Залу слави
- 2006 — Adam Film World Guide — Most Outrageous Series; Twisted as Fuck (Director/Performer)[12]
- 2006 — Adam Film World Guide — Best Movie; «Corruption» (Producer)[12]
- 2006 — CAVR Awards — Scene of the Year («Corruption»)
- 2007 — AVN Awards — Best Feature; «Corruption» (Producer)
- 2007 — NightMoves — Triple Play Award (Dancing/Performing/Directing)[13]
- 2007 — NightMoves — Best Feature Production/Fan's Choice; «Corruption» (Producer)[13]
- 2008 — XRCO Awards — MILF of the Year[14]
- 2008 — AVN Awards — Best Supporting Actress (Film) — «Layout»[15]
- 2008 — AVN Awards — Best Oral Scene (Film) — Layout[9]
- 2009 — Nightmoves Best All Girl Release/Editor's Choice — Violation of Kylie Ireland[9]
- 2010 — Legends of Erotica Hall of Fame[9]
- 2010 — AVN Awards — Best Feature; The 8th Day (Producer/Production Designer)[9]